# Чаршия църква
Чаршия църква (на гръцки: Τσιάρσια Τσάρκβα) е раннохристиянска православна църква в кайлярското село Катраница (Пирги), Гърция.
Руините на църквата са разположени на 4 km източно от Катраница. В архитектурно отношение храмът е базилика с апсида. При разкопките в него е намерен печат с надпис „Εφορία των εν Κατρανίτση Ελληνικών Εκπαιδευτηρίων“ (Настоятелство на гръцките училища в Катраница).